# Pau de Narbona
Pau de Narbona o Pau Sergi (Itàlia?, segle iii - Narbona, Aude, segona meitat del segle III) va ésser el primer bisbe de Narbona, venerat com a sant per diverses confessions cristianes.

## Biografia
Gairebé no hi ha dades sobre la vida de Pau. Sembla que era un dels Apòstols dels gals enviats pel papa Fabià I cap al 250 per cristianitzar la Gàl·lia, en el consolat de Deci i Grat. En una carta que el papa Zòsim I escriu a un bisbe gal, esmenta aquest fet.
Gregori de Tours, diu que Pau va ésser entre els preveres enviats des de Roma; mentre que d'altres moriren màrtirs, Pau va sobreviure i va formar a Narbona una comunitat cristiana estable, de la que va ésser el primer bisbe. Va morir-hi de mort natural.
Posteriorment, es desenvolupà una llegenda que identificava aquest bisbe amb un personatge del segle i.

## Identificació i llegenda de Pau Sergi al segle I
Durant l'Edat mitjana es desenvolupa una llegenda apòcrifa que fa Pau deixeble de Sant Pau de Tars, que l'hauria enviat a la Gàl·lia. La llegenda es basava en la identificació de Pau de Narbona amb Sergi Pau, procònsol romà convertit per Pau de Tars i que apareix als Fets dels apòstols (13, v. 6-13) i al fet que la diòcesi de Narbona volgués fer el seu primer bisbe molt més antic i company directe dels primers apòstols, com en el cas de Dionís de París. Tot i que la llegenda no té cap fonament històric, va provocar que a Narbona, encara s'anomeni el sant bisbe Sant Pau Sergi. La llegenda explica que Sergi Pau va ésser acompanyat per Afrodisi, que havia hostatjat la Sagrada Família mentre eren a Egipte i que hauria estat el primer bisbe de Besiers.

## Veneració
La seva festa litúrgica és el 22 de març. A Narbona la basílica de Saint-Paul-Serge s'edificà sobre el lloc de sepultura del sant bisbe, a una necròpolis cristiana. La primitiva basílica data del segle IV i va ésser destruïda per un incendi al segle v. Posteriorment, s'hi construí un monestir, meta de pelegrinatges. Després de diverses reconstruccions, el cor actual data de 1224. La cripta paleocristiana encara és visible, amb paviments i mosaics dels segles ii i iii. Al voltant es formà un nucli habitat, el Bourg Saint Paul, amb muralla pròpia, ja que estava fora de la ciutat.